# Takatsukasa Hisasuke
Takatsukasa Hisasuke (鷹司 尚輔, né en 1726, mort le 19 avril 1733), fils de Konoe Iehiro et fils adoptif de Takatsukasa Fusahiro, est un kuge, c'est-à-dire un noble de cour japonais de la période Edo (1603-1868). Il meurt de maladie à l'âge de 8 ans après avoir hérité de la famille Takatsukasa à l'âge de 5 ans. Mariage et adoption étant des institutions protocolaires, il n'a bien sûr pas d'enfant avec sa femme mais « ils » adoptent un fils, Takatsukasa Mototeru.

## Source de la traduction
- (en) Cet article est partiellement ou en totalité issu de l’article de Wikipédia en anglais intitulé « Takatsukasa Hisasuke » (voir la liste des auteurs).